# سرطان الكلية
سرطان الكلية (بالإنجليزية: Kidney cancer) هي الأورام التي تنشأ من أنسجة الكلية وهناك نوعان رئيسان لهذا السرطان مصنفان بحسب منشئهما النسيجي وهما:
- سرطانة الخلية الكلوية (بالإنجليزية: Renal cell carcinoma).
- سرطانة حويضة الكلية (بالإنجليزية: Urothelial cell carcinoma).

يتوجب التفريق بين منشأ النوعين عند التعامل مع السرطان وذلك لأن لكل نوع مزايا خاصة تأثر على خيارات العلاج. تنشأ السرطانات في الكلية إما من الكليونات أو من حويضة الكلية، أهم سرطانات الكليونات: سرطانة الخلايا الكلوية والسرطانة الغدية ذات الخلايا الصافية (بالإنجليزية: Clear cell adenocarcinoma)، أما أكثر سرطانات حويضة الكلية شيوعاً فهي سرطانة الخلايا الانتقالية (بالإنجليزية: Transitional cell carcinoma).

## أنواع سرطانات الكلية
بالإضافة لسرطانة الخلايا الكلوية وسرطانة حويضة الكلية، فإن هنالك أنواعاً أخرى من السرطان تصيب الكلية ولكنها نادرة نسبياً، من هذه الأنواع:
- سرطان الخلايا الحرشفية (بالإنجليزية: Squamous cell carcinoma)
- ورم رينيني (بالإنجليزية: Reninoma)
- ورم شحمي عضلي وعائي كلوي (بالإنجليزية: Renal angiomyolipoma)
- ورم أورمي كلوي (ورم ويلم) (بالإنجليزية: Nephroblastoma)

## الأعراض
من الأعراض الشائعة المصاحبة لسرطانات الكلية ما يلي:
- وجود كتلة في التجويف البطني (يتم اكتشافها عن طريق الجس)، وهي أكثر الأعراض شيوعاً [7]، ويتم جسها عادة في الناحية القطنية الأمامية.
- بيلة دموية (بالإنجليزية: Hematuria).
- موه الكلية (بالإنجليزية: Hydronephrosis).

كما يمكن أن ينشأ السرطان دون أية أعراض تذكر ولكن ذلك قليل الحدوث. وقد تم حديثا اكتشاف أن توضع القولون يشكل علامة دالة في تشخيص سرطانات الكلية.

## الوبائيات
تشخص سنوياً أكثر من 208,500 حالة سرطان كلية حول العالم، وتشكل سرطانات الكلية ما نسبته 2% من مجموع السرطانات التي تصيب الإنسان. لوحظ أن أعلى معدلات الإصابة هو في أمريكا الشمالية و أن أقلها في آسيا وأفريقيا. في 2008 شخصت 54,390 حالة إصابة جديدة في الولايات المتحدة أوقعت 13,010 وفية. بعض سرطانات الكلى تسري في العائلات وتورث جينياً  بينما البعض الآخر يرتبط حدوثه بعوامل اختطار خارجية كالتدخين والتعرض للمواد المسرطنة.

## معرض صور